# 온대 활엽수혼합림

온대 활엽수혼합림(temperate broadleaf and mixed forest)은 온대 기후의 육상 생물군계다.
온대 활엽수혼합림의 구조는 크게 네 개의 층으로 되어 있다. 가장 윗층은 다 자란 교목들의 수관으로 이루어진 높이 15~50 미터의 임관층이다. 임관층 아래로는 높이 9~15 미터의 하목층이 있다. 하목층 아래에는 관목층이 있고 관목층 아래에는 초본층 또는 임상층이 있다.
온대 활엽수혼합림은 따뜻하고 시원한 계절이 뚜렷하면서 연평균 기온은 온화(섭씨 3 - 15.6 도)한 곳에서 발생한다. 이 숲이 있는 곳에는 우기와 건기가 나타날 수 있다. 동아시아에서는 여름이 우기, 겨울이 건기에 해당하며, 지중해성 기후 지역에서는 여름이 건기, 겨울이 우기에 해당한다. 한편 미국 동부나 캐나다 남동부 같은 지역의 활엽수혼합림은 상대적으로 고른 강수량을 갖는다.

## 목록
- 오스트레일리아구
  - 채텀 제도 온대림
  - 동오스트레일리아 온대림
  - 피오르드랜드 온대림
  - 넬슨 해안 온대림
  - 북섬 온대림
  - 스튜어트섬 온대림
  - 리치먼드 온대림
  - 남섬 온대림
  - 태즈메이니아 온대림
  - 태즈메이니아 중앙고지 온대림
  - 태즈메이니아 온대 우림
  - 웨스트랜드 온대림
- 동양구
  - 동히말라야 활엽수림
  - 황금의 삼각지대 북부 온대림
  - 서히말라야 활엽수림
- 신열대구
  - 후안페르난데스 제도 온대림
  - 마젤란 아극림
  - 산펠릭스-산암브로시아 제도 온대림
  - 발디비아 온대 우림
- 신북구
  - 앨러게이니 고지림
  - 애팔래치아 혼합중식림
  - 애팔래치아-블루 산맥 산림
  - 캘리포니아 상록혼합림
  - 미국 중부 견목림
  - 텍사스 중동부 삼림
  - 동부 삼림-북방수림 천이대
  - 오대호 동부 저지림
  - 세인트로렌스만 저지림
  - 셍쟝호 사그네곡 삼림
  - 대서양 중부해안 삼림
  - 미시시피 저지림
  - 뉴잉글랜드·아카디아 삼림
  - 동북부 해안 삼림
  - 오자크 산림
  - 동남부 혼합림
  - 동남부 아열대 상록수림
  - 오대호 남부 삼림
  - 상부 중서부 삼림-사바나 천이대
  - 오대호 서부 삼림
  - 윌래미트 계곡 삼림
- 구북구
  - 아펜니노 낙엽산림
  - 대서양 혼합림
  - 아조레스 온대 혼합림
  - 발칸 혼합림
  - 발트 혼합림
  - 칸타브리아 혼합림
  - 카스피 히르카니아 혼합림
  - 캅카스 혼합림
  - 켈트 활엽수림
  - 중앙아나톨리아 낙엽수림
  - 화중 황토고원 혼합림
  - 중앙유럽 혼합림
  - 한반도 중부 낙엽수림
  - 장백산맥 혼합림
  - 장강 평야 상록수림
  - 크림 아지중해 삼림복합체
  - 다바산맥 상록수림
  - 디나릭 산맥 혼합림
  - 동유럽 삼림 스텝
  - 동아나톨리아 낙엽수림
  - 잉글랜드 저지 해변림
  - 흑해 콜치크 낙엽수림
  - 홋카이도 낙엽수림
  - 황하 평야 혼합림
  - 마데이라 상록수림
  - 만주 혼합림
  - 니혼카이 상록수림
  - 니혼카이 산악 낙엽수림
  - 북태평양 습윤 혼합림
  - 동북평야 낙엽수림
  - 판노니아 혼합림
  - 포강 유역 혼합림
  - 피레네 침엽수혼합림
  - 진령산맥 낙엽수림
  - 로도페 혼합산림
  - 사르마티아 혼합림
  - 쓰촨 분지 상록활엽수림
  - 남사할린-쿠릴제도 혼합림
  - 남한 상록수림
  - 다이헤이요 상록수림
  - 다이헤이요 산악 낙엽수림
  - 타림분지 낙엽수림
  - 스텝 우수리 낙엽수혼합림
  - 서시베리아 활엽수림·혼합림
  - 서유럽 활엽수림
  - 자그로스 산림 스텝

## 같이 보기
- 지중해성 삼림·소림·관목지
- 온대 낙엽수림